# A1B
Der A1B ist ein Kernreaktor, der von der Bechtel Corporation gebaut wird und von der United States Navy zur Erzeugung elektrischer Energie und Antriebskraft für die Flugzeugträger der Gerald-R.-Ford-Klasse verwendet wird. Jeder Flugzeugträger wird mit zwei dieser Reaktoren ausgerüstet.

## Bezeichnung
Die Bezeichnung A1B steht für:
- A = Flugzeugträger-Plattform (engl. Aircraft carrier platform)
- 1 = Reaktorkern der ersten Generation
- B = Bechtel (Hersteller/Entwickler)

## Allgemeines
Der A1B wurde von Bechtel als Nachfolger für den A4W entwickelt, der in den Flugzeugträgern der Nimitz-Klasse eingesetzt wird. Die Schiffe der Nimitz-Klasse sind für eine Lebensdauer von 49 Jahren ausgelegt, die in drei Zeiträume unterteilt ist: 2 jeweils 23-jährige Einsatzperioden, die von einem 3-jährigen Aufenthalt im Trockendock unterbrochen werden. Während des Werftaufenthalts wird der Reaktor mit neuen Brennelementen bestückt und es werden Wartungs- und Instandhaltungsmaßnahmen durchgeführt.
Die Flugzeugträger der Gerald-R.-Ford-Klasse sind für eine Lebensdauer von 50 Jahren ausgelegt. Wie die A4W der Nimitz-Klasse sollen die A1B-Reaktoren zur Mitte der geplanten Lebensdauer des Flugzeugträgers mit neuen Brennelementen versehen werden. Die beiden A1B-Reaktoren liefern die 2,5 bzw. 3-fache elektrische Leistung ihrer Vorgänger. Die zusätzliche elektrische Leistung soll Anforderungen abdecken können, z. B. neue Bordsysteme wie EMALS bzw. zukünftige Waffensysteme wie Energiewaffen, die auf der Nimitz-Klasse noch nicht zum Einsatz kamen.
Wie alle von der US Navy gegenwärtig verwendeten Reaktoren ist der A1B ein Druckwasserreaktor. Laut WNA verfügt er über eine thermische Leistung von ca. 700 MW und wird mit hochangereichertem Uran betrieben.

## Hochangereichertes Uran (HU)
Der Anreicherungsgrad des verwendeten hochangereicherten Urans (HU) wird mit mehr als 93 % angegeben. Die Verwendung von HU ist umstritten. 1994 wurde die Verwendung von nicht-waffenfähigem Uran für die US Navy vom Office of Naval Nuclear Propulsion (ONNP) aufgrund der zahlreichen Nachteile zurückgewiesen. Die Zeitspanne, die z. B. der Reaktor der Virginia-Klasse ohne Austausch der Brennelemente betrieben werden kann, würde bei Verwendung von Uran mit einem Anreicherungsgrad von 20 % von 33 Jahren auf nur noch 7,5 Jahre zurückgehen. 2014 kam eine Studie des Energieministeriums zum selben Ergebnis. Ein Flugzeugträger der Ford-Klasse würde zwei statt eines einzigen Wechsels der Brennelemente benötigen, was entsprechend höhere Kosten nach sich ziehen würde.
Obwohl die USA die Anreicherung von Uran für die Reaktoren der Marine im Jahr 1992 (bzw. 1991) beendet haben, verfügen sie über einen ausreichenden Vorrat bis über das Jahr 2050 hinaus. 2005 gaben sie bekannt, dass 160 t HU aus Atomwaffen für die Reaktoren der Marine verwendet würden.